# Sentència de Benifaió
Es coneix com a Sentència de Benifaió la que va dictar el Tribunal Suprem (Sala del Contenciós-Administratiu, Secció 4a) el 21 de setembre de 1998, que impedeix als ajuntaments utilitzar la normativa secessionista de la Real Acadèmia de Cultura Valenciana (RACV). Concretament, aquesta sentència deixava sense efecte l'Acord Plenari de l'Ajuntament de Benifaió, de 26 d'abril de 1988, pel qual s'havia disposat que els escrits interns en valencià s'adequaren a la norma ortogràfica que dictara la Real Acadèmia de Cultura Valenciana (entitat no oficial que a diferència de la postura confirmada per la comunitat científica i l'Acadèmia Valenciana de la Llengua, defensa la independència del valencià respecte del català). L'alcaldia estava en mans de Vicente Choví, d'Unió Valenciana.
El recurs va ser presentat per Vicent Duart Gadea, regidor pel Partit Valencià Nacionalista i posteriorment pel Bloc Nacionalista Valencià. El Tribunal Suprem confirmava la sentència núm. 335/1992, dictada, amb data 10 de març de 1992, per la Sala del Contenciós-Administratiu del Tribunal Superior de Justícia de la Comunitat Valenciana. La sentència va prohibir que els ajuntaments redactaren els seus escrits amb la norma ortogràfica del seu parer, establint que les competències lingüístiques depenien de la Generalitat Valenciana.
Cal destacar que quan es va presentar el recurs, la Generalitat Valenciana estava presidida per Joan Lerma (PSPV-PSOE) que no va actuar enfront de la il·legalitat que va quedar a la mercè d'iniciatives com la del regidor del PVN. En data 7 d'abril de 1992 va presentar requeriment signat per Vicent F. Duart Gadea, Matilde Ferrà i Perelló i Josepa Chesa i Vila, davant el president de la Generalitat Valenciana, Joan Lerma, reclamant la indemnització de 79.500 pessetes en concepte dels honoraris pagats als lletrats, per la no actuació de l'administració en defensa de les seues competències en matèria lingüística i reconegudes en la sentència.
Arran de la sentència, la presidenta del Partit Valencià Nacionalista, Pepa Chesa, va manifestar que no descartaven actuar també contra qualsevol ús de la normativa secessionista per part de l'Ajuntament de València. D'altra banda, altres membres del Consell Nacional del partit destacaren que era necessari arribar a un pacte per a usar, eixamplar i emprar el valencià.